# Scota
Scota oder Scotia ist eine Gestalt aus der keltischen Mythologie Irlands und Schottlands. Diesen Namen tragen zwei verschiedene sagenhafte Töchter zweier ägyptischer Pharaonen, auf welche die Gälen ihre Abstammung zurückführen. Damit sollte der Name Scoti erklärt werden, den die Römer zuerst für irische Plünderer und später auch für Invasoren aus Argyll und Kaledonien – dem späteren Schottland – verwendeten.

## Mythologie
Die eine ägyptische Prinzessin namens Scota wird als Tochter des Pharaos Nectanebus (gemeint ist wohl Nektanebos I. oder Nektanebos II.) und Gattin des Míl Espáne bezeichnet und ihre Söhne sollen Irland besiedelt haben.

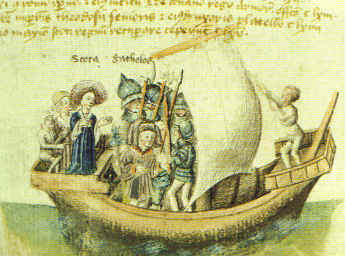
Scota (links) mit Goidel Glas auf der Reise von Ägypten (Scotichronicon von Walter Bower, Manuskript aus dem 15. Jhdt.)

Nach der frühen irischen Chronik Lebor Gabála Érenn („Buch der Landnahme Irlands“) war die andere Scota (auch Scotia) die Tochter des ägyptischen Pharaos Cingris, dessen Name nur in der irischen Mythologie vorkommt. Sie heiratete Nél, den Sohn des Feinius Farsaidh, der babylonischer oder skythischer Herkunft war und nach dem Einsturz des Turms von Babel nach Skythien reiste. Nél war Sprachgelehrter und wurde vom Pharao nach Ägypten eingeladen und mit Scota verheiratet. Aus ihrer Ehe ging ein Sohn namens Goidel Glas, der eponyme Vorfahre der Gälen, hervor. Dieser schuf die gälische Sprache, indem er die besten Merkmale der damals vorhandenen 72 Sprachen kombinierte.
Nach John von Forduns Werk Scottichronicon (um 1345) heiratet Scotia den griechischen Prinzen Gaythelos, dessen weiteres Schicksal und das seines Sohnes Hyber deckt sich ungefähr mit dem unten beschriebenen von Goidel. Dies wird von George Buchanan im Buch Rerum Scoticarum (1582) geleugnet, da kein griechischer Autor Gaythelos nenne. Für Forduns Theorie gibt es in der modernen Forschung ebenfalls keinen Rückhalt.
Goídel (oder sein Sohn Sru) wurde durch einen Pharao – dem der im 17. Jahrhundert lebende irische Chronist Geoffrey Keating den Namen Intuir beilegt – kurz nach dem Auszug der Israeliten aus Ägypten vertrieben. Nach zahlreichen Wanderungen ließen sich seine Nachfahren in Hispania (oder Iberia, das heutige Spanien und Portugal) nieder. Dort kam Míl Espáne zur Welt, dessen Söhne Eber Finn und Eremon die gälische Präsenz in Irland begründeten.
Nach Seumas MacManus’ Story of the Irish Race heiratete Scota den Niul, der aber hier als Enkel von Gaodhal Glas dargestellt wird. Eine weitere Scota war zufälligerweise auch eine Tochter eines ägyptischen Pharaos und heiratete Miled (oder Milesius). Diese zweite Scota und Miled lebten mit ihren acht Söhnen und deren Familien auf Iberia. Nach dem Tod von Miled begab sich Scota mit ihren Verwandten nach Irland, doch kamen viele ihrer Söhne auf dem Weg dorthin in einem Sturm ums Leben, während Königin Scota selbst während der Schlacht zwischen den Milesiern und den Tuatha Dé Danann verstarb.
In einer südlich der Stadt Tralee (Irland) gelegenen, gewöhnlich Foley’s Glen genannten Talgegend, die auch als Gleann Scoithín (das bedeutet Tal der kleinen Scota aber auch Tal des Blümchens) bekannt ist, soll sich Scotas Grab befinden.